# TBL (ferrocarril)
La TBL (Transmission balise-locomotive) és un sistema de repetició de senyals (TBL1/1+) i de senyalització de cabina (TBL2/3) desenvolupat per ACEC (ara Alstom). S'empra, entre d'altres llocs, a Bèlgica i a Hong Kong. Les informacions són transmeses per balises o per bucles. El sistema està sempre en funcionament.

## Versions

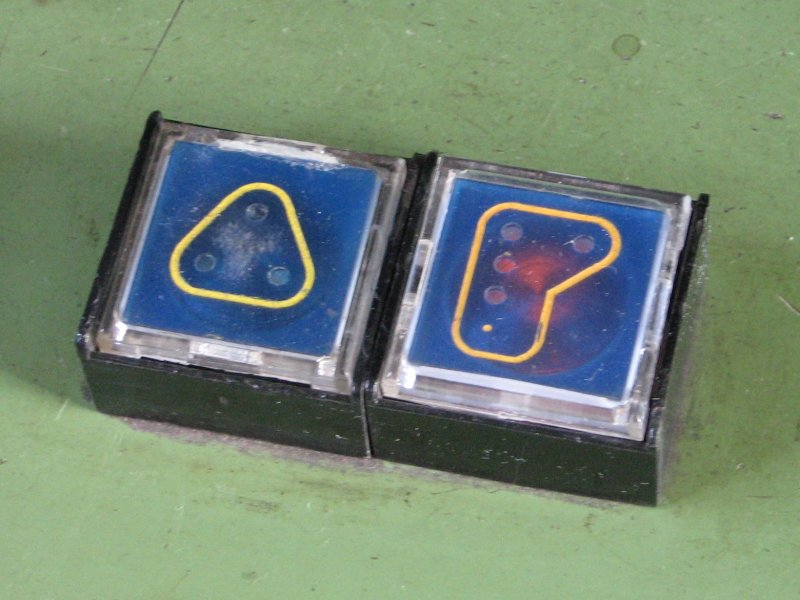
Els botons-pulsadores TBL 1:Gran Moviment (Dreta, encès) Petit Moviment(esquerra)

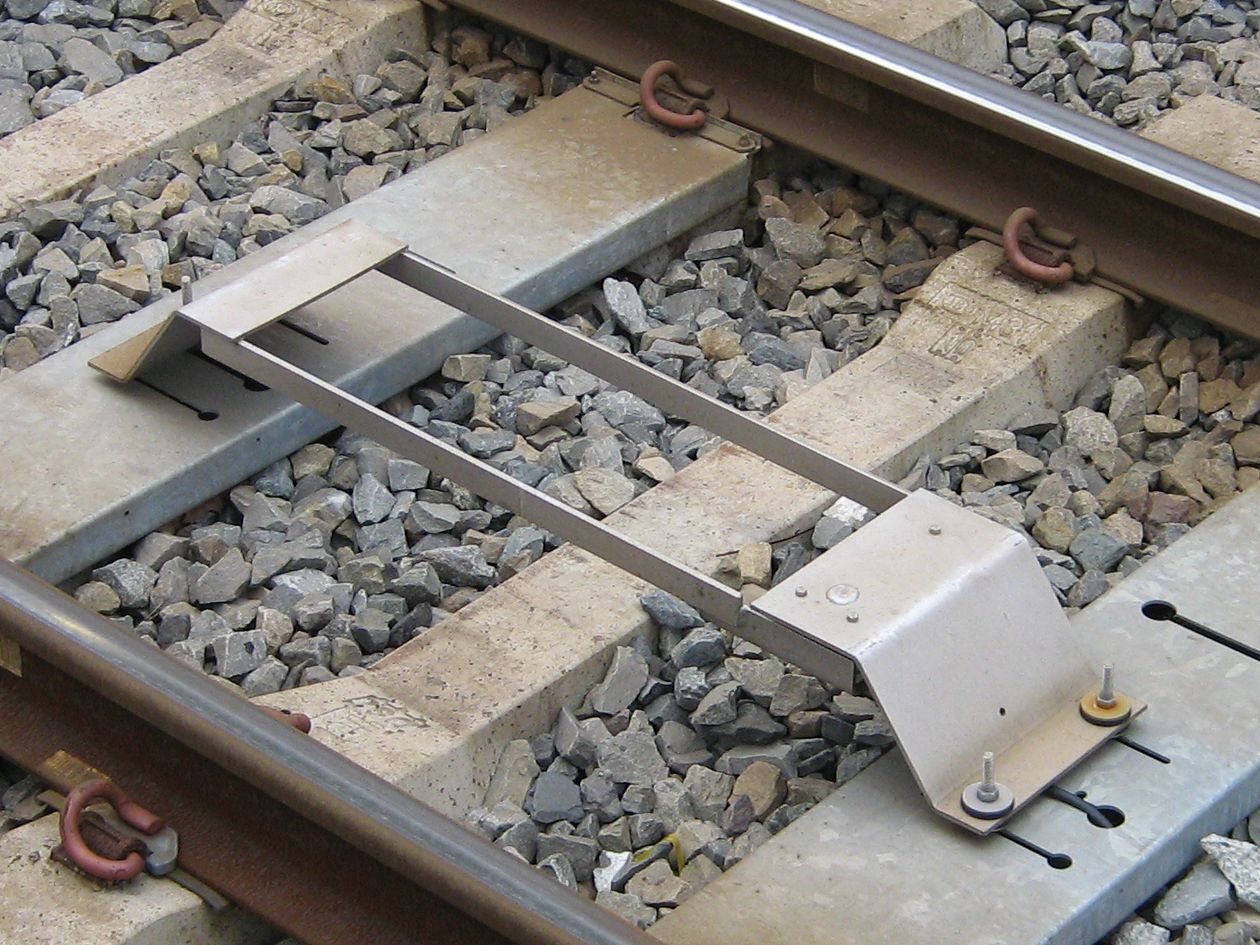
Uneix balisa TBL 1

### TBL 1
Sistema de repetició de senyals (funciona igual al Memor per a senyals restrictius, i el "gong-sifflet" per als senyals verds) i parada automàtica (funció STOP) quan es passa un semàfor tancat. El tipus de moviment és indicat en el tauler de bord per dos botons lluminosos.
El sistema empra a part de les informacions rebudes des de les balises, els impulsos dels cocodrils ("gong-sifflet" o Memor).

### TBL 2/3

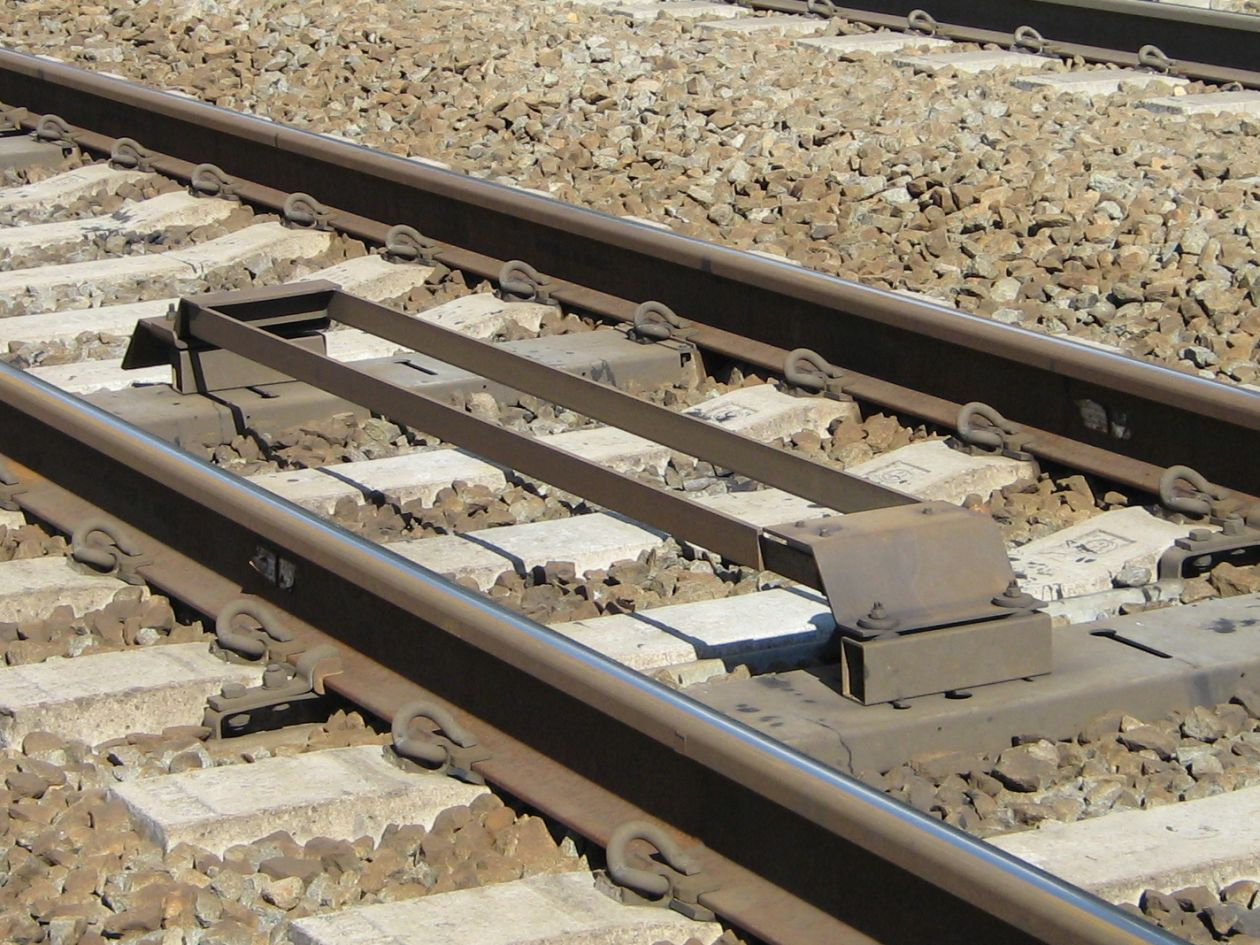
Uneix balisa TBL2 sud la L.2

És el sistema de senyalització de cabina<de la línia 2 (Louvain-Ans). Es volia emprar també en les L.3 i L.4 però la posada en servei del ERTMS es va fer obligatòria en totes instal·lacions de línia nova, seguint la directiva 96/48.
Es defineix com TBL 2 a l'eina encastada i com TBL 2 o 3 al dispositiu instal·lat en el sòl segons que les informacions procedeixin d'un senyal (real o fictícia) o des d'un comandament d'un lloc informatitzat.
Els balises són més llargues que en el sistema TBL1.
Les informacions que procedeixen de terra són:
- identificació de la balisa (del bucle),
- distància lliure garantida,
- velocitat màxima permesa en el lloc,
- possible limitació de velocitat temporal,
- pendent de la via.

A part, les balises tècniques transmeten la següent informació:
- canvi de canal de ràdio (la commutació es realitza automàticament),
- sobre zona a passar amb pantògraf(s) baixat(s) (abatiment automatic en cas d'oblid del conductor),
- sobre una zona a passar amb l'interruptor obert (cort de corrent, el sistema realitza automàticament les operacions)
- fi de zone TBL (precisa l'aquiescència del conductor).

Quan se sobrepassa la velocitat autoritzada: 
- en 5 km/h, la llum d'invitació a frenar s'encén amb intermitència, i sona un so tût llarg, i això fins que la velocitat baixa per sota de la velocitat màxima autoritzada en més de 5 km/h ;
- en 10 km/h, el sistema dispara el fre d'emergència.

## Exemple de funcionament (fictici)
| Visualització | Explicació |
| ------------- | --- |
|               | velocitat plafó: velocitat màxima autoritzada (més petita de la de la línia i la del tren); aquí són 160 km/h. Les pantalles enceses són la de la vitesse-but (velocitat objectiu) (número 160) i el gràfic de barres de la vitesse instantanée autorisée (velocitat instantània autoritzada) (al voltant de l'indicador de velocitat). |
|               | Primera informació : amb el so bip, donada per abans per permetre al conductor portar una marxa econòmica o de frenar amb anticipació en cas de falta d'adherència. Aquí reducció a 90 km/h en 2,7 km. Es nota el gràfic de barres encès de distance-but (distància-objectiu) |
|               | Segona informació : amb el so tût i de la llum fixa a l'indicador invitació à frenar, indica que la velocitat instantània autoritzada va començar a disminuir (corba de frenada). L'originin de la zona a 90 km/h se situï ara a distància de 900 metres. |
|               | A poc a poc, la velocitat autoritzada instantània va disminuït; aquí aquesta de 112 km/h, i queden 300 metres per arribar als 90 km/h. |
|               | Quan la vitesse-but (velocitat-objectiu) aquesta intermitent, significa que una missió mes restrictiva seguirà l'actual. La '“aparició„ de la llum intermitent coincideix amb el so bip (primera informació fins i tot si amagada). |
|               | Ara es troba a la zona de 90 km/h. Si la velocitat-objectiu aquesta intermitent, no es podria veure aquesta pantalla però la d'una missió mes restrictiva (menys de 90 km/h en aquest cas). |
|               | Fi de zona de velocitat reduïda: es pot seguir amb la velocitat (160 km/h); el sistema pren en cuneta el llarg que és el tren. Aquesta pantalla va amb el so bip. |
|               | Primera informació: aquesta vegada, missió parada (velocitat-objectiu és zero). Al no ser suficient el gràfic de barres de distància-objectiu, la distància es dona en xifres en la pantalla a baix: 4,9 km. |
|               | A l'igual de la reducció a 90 km/h, una segona informació apareix, amb el so tût i l'encén fix de la llum d'invitació a frenar. En seguint, la velocitat instantània autoritzada disminuís progressivament. |
|               | Quan la velocitat instantània autoritzada arriba al 15 km/h, o quan aquesta distància fins al senyal o marca imposen la parada inferior a 200 metres, la velocitat autoritzada instantània queda a 15 km/h, i dues llums vermelles al baix del gràfic de barres de distància-objectiu s'encenen en aquest mateix lloc: és la zona talon; aquests dos leds vermells indiquen al conductor de “mirar fos„ para apropa final del senyal o marca tancat. |
|               | en el cas de pas d'un senyal o marca permissiu, la missió "marxi à vue" és indicada per l'encén de 9 ratlles horitzontals en la pantalla de velocitat-objectiu. La velocitat màxima autoritzada de 40 km/h no apareix al conductor. |

### TBL 1+
Sistema de repetició de senyals grosso-manera igual a les funcions del TBL 1 però emprant informacions que arriben de les eurobalizas; té una funció STOP (fre d'emergència quan passa un senyal de STOP) així com un petit control de velocitat en certes condicions. P.I. verifica que la velocitat del tren no sobrepassi 40 km/h:
- a 300 metres abans d'un senyal de parada o obert en avanç lent;
- durant la circulació en avanç lent.

Els botons-pulsadores Petit i Gran moviment no estan presents; en el seu lloc hi ha dos botons-polsadors "V<40" (groc) i "V" (blava).
Mes impulsos de crocodiles són igualment emprats, com en TBL 1, però solament ocorre a les zones no-TBL 1+.
La seva instal·lació es dona en totes les línies de la xarxa i en totes les locomotors i ha de completar-se durant l'any 2013.